# Jeanne Fontaine
Pour les articles homonymes, voir Fontaine.
Jeanne Antoinette Fontaine (née Lagrue le 29 août 1897 à Génelard et morte le 5 mars 1994 à Villepinte), est une hôtesse de l'air, copilote et administratrice française.
En 1920, Jeanne Fontaine organise des meetings aériens pour mettre en valeur les exploits d'Adrienne Bolland, Maurice Finat, Alfred Fronval, entre autres.
Elle est embauchée en 1921 par Henri Balleyguier pour joindre les rangs de la Compagnie aérienne française (CAF). En 1932, alors qu'elle est directrice commerciale de la CAF du Bourget, elle est promue au conseil d'administration. À l'époque, la CAF offre des baptêmes de l'air, des excursions privées, des courses en avion taxi, des relevés cadastraux et des prises de vues aériennes. Jeanne Fontaine est d'abord recruteuse de clientèle, puis chef d'escale, tout en étant accompagnatrice à bord des aéronefs.
Alors que le siège de la compagnie est à Suresnes, c'est elle qui anime les bureaux parisiens situés rue Royale, en plein centre de la capitale, sans manquer d'autre part d'être présente sur la ligne Paris-Bruxelles où son assiduité la confirme bien comme première hôtesse de l'air française, voire mondiale.

## Vidéographie
- « 1921 - Jeanne Fontaine serait-elle la marraine des hôtesses de l’air ? », sur www.abcorporate-aviation.fr (consulté le 19 mars 2021)